# Happy Science

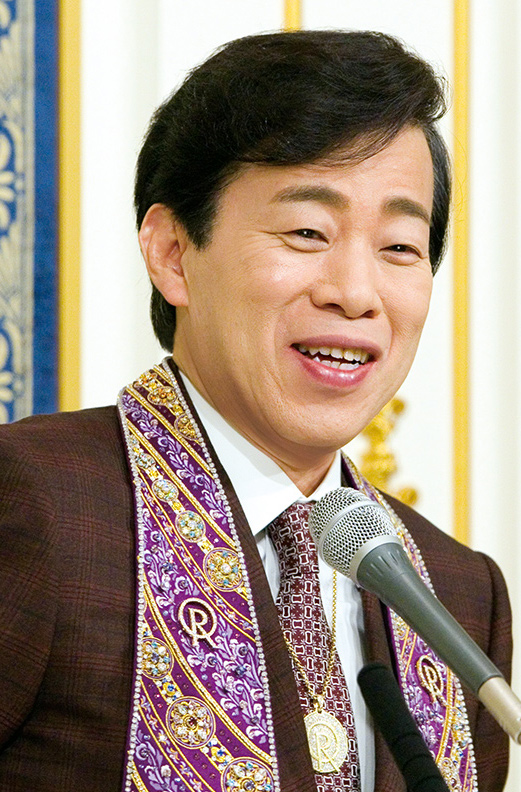
Ryuho Okawa, 15 de fevereiro de 2015.

Happy Science (幸福の科学, Kōfuku-no-Kagaku), anteriormente conhecido como Instituto para a Investigação  da Felicidade Humana, é um controverso novo movimento religioso e espiritual fundado no Japão em 6 de outubro de 1986 por Ryuho Okawa, que tem sido classificado como uma seita.
O grupo Happy Science detêm uma editora denominada IRH Press, além de estabelecimentos educacionais como a Academia Happy Science e a Universidade Happy Science, um partido político chamado Partido da Realização da Felicidade e três divisões de mídia de entretenimento, denominadas New Star Production, ARI Production e HS Pictures Studio.

## História
A Happy Science foi fundada em 6 de outubro de 1986 e recebeu uma certificação de organização religiosa no Japão em 7 de março de 1991. Segundo Ryuho Okawa, seu objetivo é "trazer felicidade para a humanidade divulgando a verdade". Antes da fundação da Happy Science, Ryuho Okawa publicou vários livros sobre "mensagens espirituais" que segundo ele são palavras recebidas diretamente de figuras religiosas e históricas como Jesus Cristo, Confúcio e Nitiren. Em 1987, foram publicados As Leis do Sol, As Leis Douradas e As Leis da Eternidade, formando os principais livros da Happy Science, juntamente com o sutra O Dharma da Mente Correta. Em 1986, ele renunciou a um cargo em uma empresa comercial para fundar sua religião.

## Ensinamentos

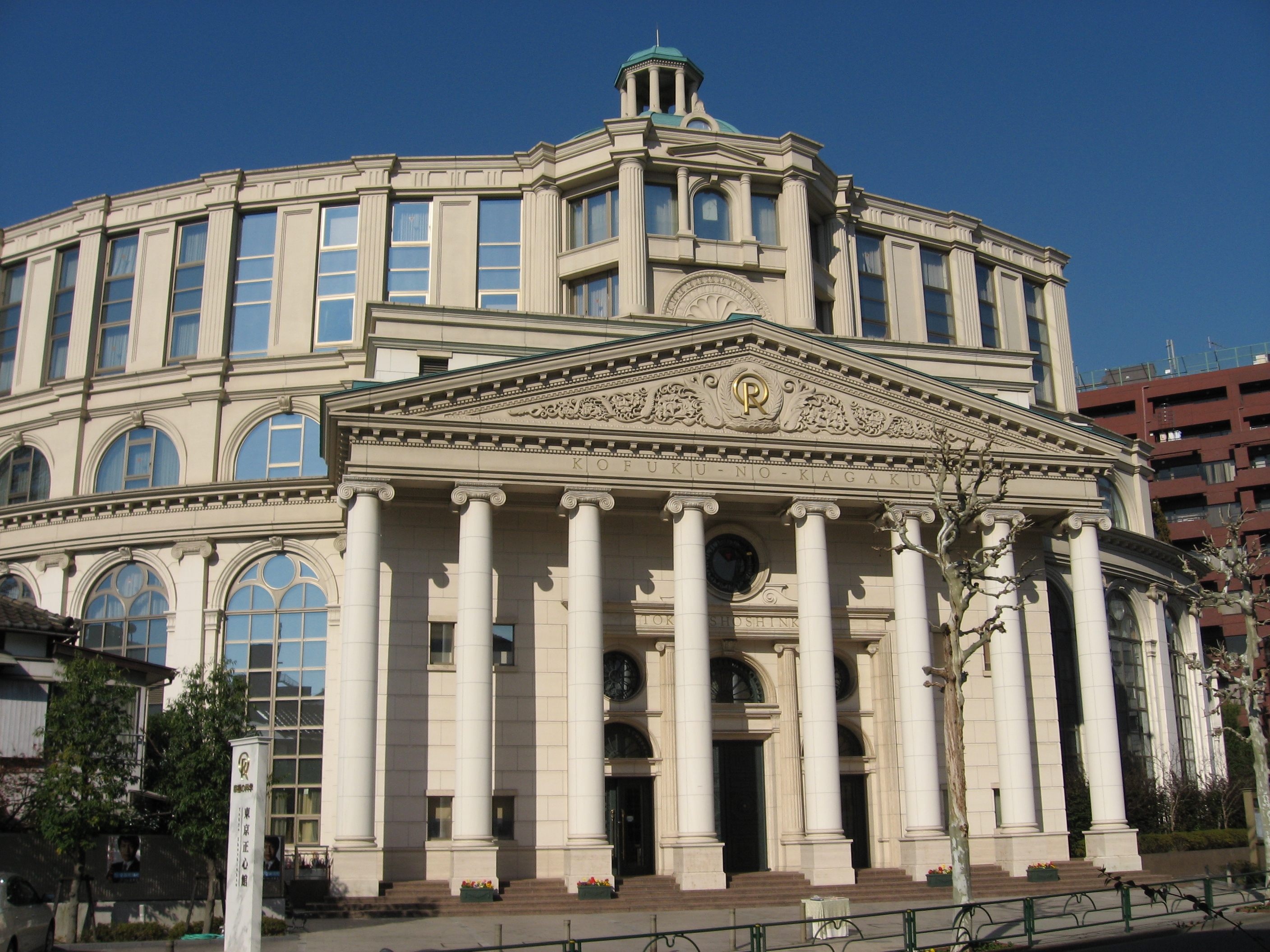
Tóquio Shoshinkan em Sengakuji.

Os ensinamentos básicos da Happy Science são "Exploração da Mente Correta" e "O Caminho Quádruplo" e a crença em El Cantare. De acordo com Okawa, para obter a felicidade deve-se praticar os Princípios da Felicidade conhecidos como "O Quádruplo Caminho": O Amor para se doar, Sabedoria, Autorreflexão e Progresso. O único requisito para ingressar na Happy Science é que os candidatos devem ter a "aspiração e disciplina para buscar a verdade e contribuir ativamente para a realização do amor, paz e felicidade na terra". Entre outros ensinamentos, os membros da religião também acreditam na existência da reencarnação, anjos, demônios, céu e inferno e alienígenas.
Ao mesmo tempo, o segmento político da organização, o Partido da Realização da Felicidade, promove visões políticas que incluem apoio à expansão militar japonesa, dissuadir o apoio de armas nucleares, e negação de eventos históricos, como o Massacre de Nanjing na China e a questão das mulheres de conforto na Coreia do Sul - como pode ser visto na versão em japonês do boletim de notícias online da organização, The Liberty. Algumas outras visões incluem gastos com infraestrutura, prevenção de desastres naturais, desenvolvimento urbano e construção de barragens. Eles também defendem o conservadorismo tributário, fortalecer a aliança EUA-Japão e uma liderança baseada na virtude de líderes. Na primavera de 2018, o Partido da Realização da Felicidade obteve 21 vereadores locais.

### Objeto de adoração
Happy Science adora uma divindade chamada El Cantare, que eles acreditam ser o "Deus Supremo da Terra, o Senhor de todos os deuses". Eles acreditam que o ser nasceu na Terra há 330 milhões de anos e que é a mesma entidade que foi adorada em diferentes épocas como Elohim, Odin, Tote, Osíris, Hermes e Sidarta Gautama, com o próprio Okawa sendo a atual encarnação dessa divindade.

## Sedes
A sede geral, os locais de adoração e os locais missionários estão localizados no Japão e em outros países. Os locais de adoração são chamados de Shoja (精 舎 ou vihara em sânscrito ) ou Shoshinkan (正心 館). Em 1º de janeiro de 1994 a primeira filial no exterior, a "Happiness Science EUA", foi fundada em Nova York.  A organização tem filiais em vários países, incluindo Coreia do Sul, Brasil, Uganda, Reino Unido, Austrália e Índia.

## Controvérsias
Happy Science é uma das várias novas religiões japonesas ( shinshūkyō ), que são consideradas "controversas" pela grande imprensa e pelo público. De acordo com o The Japan Times, "para muitos, os Happies cheiram de maneira suspeita como uma seita".  Não apenas a imprensa regional japonesa, mas também a mídia internacional nos Estados Unidos, Uganda, Indonésia e Austrália categorizam a Happy Science como um "culto".
A Happy Science lançou vídeos promocionais que afirmam que a Coréia do Norte e a República Popular da China estão planejando invadir e colonizar o Japão depois que iniciarem uma guerra nuclear contra a nação. 
O filho de Okawa, Hiroshi Okawa, deixou a religião e agora é um crítico ferrenho do movimento. Em um artigo no The New York Times, ele comentou: "Eu acredito que meu pai faz uma coisa completamente nonsense".
O grupo vendeu "vacinas espirituais" que alegam prevenir e curar a COVID-19, anunciando bênçãos relacionadas a suposta cura ao vírus que custam entre 100 e 400 dólares, e DVDs e CDs com temas das palestras de Ryuho Okawa sobre o coronavírus que alegam aumentar a imunidade. Depois de inicialmente desafiar o distanciamento social, posteriormente o grupo fechou seu templo em Nova York e começou a administrar vacinas espirituais de maneira remota.

## Leitura adicionais
- Astley, Trevor (1995). "The Transformation of a Recent Japanese New Religion: Okawa Ryuho and Kofuku no Kagaku", Japanese Journal of Religious Studies 22 (3-4), 343–380
- Baffelli, E; Reader, Ian (2011). Competing for the apocalypse: religious rivalry and millennial transformations in a Japanese new religion. International Journal for the Study of New Religions 2 (1), 5-28
- Clarke, Peter B. (ed.) (1999), 'Kofuku-no-Kagaku: The Institute for Research in Human Happiness' in A Bibliography of Japanese New Religious Movements: With Annotations, Surrey, UK, Japan Library (Curzon), ISBN 1-873410-80-8, pp. 149–67
- Pokorny, Lukas; Winter, Franz (2012). Creating Utopia': The History of Kofuku no Kagaku in Austria, 1989–2012, with an Introduction to Its General History and Doctrine. In: Hödl, Hans Gerald and Lukas Pokorny, ed. Studies on Religion in Austria. Volume 1, Vienna: Praesens, pp. 31–79
- Storm, Jason Ānanda Josephson; Shoffstall, Grant W. (2021). «Beyond Disenchantment: Science, Technology, and New Religious Movements». Nova Religio. 25 (2): 5–11. ISSN 1092-6690. doi:10.1525/nr.2021.25.2.5
- Yamashita, Akiko (1998), 'The "Eschatology" of Japanese new and new new religions: from Tenrikyo to Kofuku-no-Kagaku', Japanese Religions 23, 125–42